# Marathon de Dubaï
Le marathon de Dubaï, officiellement connu sous le Standard Chartered Dubai Marathon, est un marathon se déroulant annuellement à Dubaï, aux Émirats arabes unis.
Créé en 2000, il est l'un des marathons les plus richement dotés. La prime promise à celui qui y établit un nouveau record du monde de la spécialité est de 250 000 dollars, en plus des 200 000 attribué au vainqueur de la saison.
Le marathon de Dubaï fait partie des IAAF Road Race Label Events, dans la catégorie des « Labels d'or ».
L'Éthiopien Haile Gebrselassie est l'athlète masculin le plus titré avec trois victoires.
En 2020, 11 hommes ont réussi à passer la barre des 2 h 07 min soit une excellente densité.

## Palmarès

### Hommes
| Date | Athlète                | Nationalité | Temps           |
| ---- | ---------------------- | ----------- | --------------- |
| 2000 | Wilson Kibet           | Kenya       | 2 h 12 min 21   |
| 2001 | Wilson Kibet           | Kenya       | 2 h 13 min 36   |
| 2002 | Wilson Kibet           | Kenya       | 2 h 13 min 04   |
| 2003 | Joseph Kahugu          | Kenya       | 2 h 09 min 33   |
| 2004 | Gashaw Asfaw           | Éthiopie    | 2 h 12 min 49   |
| 2005 | Dejene Guta            | Éthiopie    | 2 h 10 min 49   |
| 2006 | Joseph Ngeny Kiprotich | Kenya       | 2 h 13 min 02   |
| 2007 | William Todoo Rotich   | Kenya       | 2 h 09 min 53   |
| 2008 | Haile Gebrselassie     | Éthiopie    | 2 h 04 min 53   |
| 2009 | Haile Gebrselassie     | Éthiopie    | 2 h 05 min 29   |
| 2010 | Haile Gebrselassie     | Éthiopie    | 2 h 06 min 09   |
| 2011 | David Barmasai         | Kenya       | 2 h 07 min 18   |
| 2012 | Ayele Abshero          | Éthiopie    | 2 h 04 min 23   |
| 2013 | Lelisa Desisa          | Éthiopie    | 2 h 04 min 45   |
| 2014 | Tsegaye Mekonnen       | Éthiopie    | 2 h 04 min 32   |
| 2015 | Lemi Berhanu           | Éthiopie    | 2 h 05 min 28   |
| 2016 | Tesfaye Abera          | Éthiopie    | 2 h 04 min 24   |
| 2017 | Tamirat Tola           | Éthiopie    | 2 h 04 min 11   |
| 2018 | Mosinet Geremew        | Éthiopie    | 2 h 04 min 00   |
| 2019 | Getaneh Molla          | Éthiopie    | 2 h 03 min 34   |
| 2020 | Olika Adugna           | Éthiopie    | 2 h 06 min 15 s |

 Record de l'épreuve

### Femmes
| Date | Athlète             | Nationalité | Temps           |
| ---- | ------------------- | ----------- | --------------- |
| 2000 | Ramilya Burangulova | Russie      | 2 h 40 min 22   |
| 2001 | Ramilya Burangulova | Russie      | 2 h 37 min 07   |
| 2002 | Albina Ivanova      | Russie      | 2 h 33 min 31   |
| 2003 | Irina Permitina     | Russie      | 2 h 36 min 26   |
| 2004 | Leila Aman          | Éthiopie    | 2 h 42 min 36   |
| 2005 | Diribe Hunde        | Éthiopie    | 2 h 39 min 08   |
| 2006 | Delilah Asiago      | Kenya       | 2 h 43 min 09   |
| 2007 | Magarsa Assale Tafa | Éthiopie    | 2 h 27 min 19   |
| 2008 | Berhane Adere       | Éthiopie    | 2 h 22 min 42   |
| 2009 | Bezunesh Bekele     | Éthiopie    | 2 h 24 min 02   |
| 2010 | Mamitu Daska Molisa | Éthiopie    | 2 h 24 min 19   |
| 2011 | Aselefech Mergia    | Éthiopie    | 2 h 22 min 45   |
| 2012 | Aselefech Mergia    | Éthiopie    | 2 h 19 min 31   |
| 2013 | Tirfi Tsegaye       | Éthiopie    | 2 h 23 min 23   |
| 2014 | Mula Seboka         | Éthiopie    | 2 h 25 min 01   |
| 2015 | Aselefech Mergia    | Éthiopie    | 2 h 20 min 02   |
| 2016 | Tirfi Tsegaye       | Éthiopie    | 2 h 19 min 41   |
| 2017 | Worknesh Degefa     | Éthiopie    | 2 h 22 min 36   |
| 2018 | Roza Dereje         | Éthiopie    | 2 h 19 min 17   |
| 2019 | Ruth Chepngetich    | Kenya       | 2 h 17 min 08   |
| 2020 | Worknesh Degefa     | Éthiopie    | 2 h 19 min 38 s |

 Record de l'épreuve